# سالارها
برای قومی به این نام قوم سالار را ببینید
سالارها (نام علمی: Tanaecia) نام یک سرده از زیرخانواده دریابدها است.